# مجد البرغوثي
مجد عبد العزيز مصطفى البرغوثي (أبو القسام؛ ولد في كوبر في 22 تموز 1946، توفي في 22 شباط 2008 في رام الله) داعية إسلامي وإمام مسجد وخطيب فلسطيني، قتل تحت التعذيب في سجن جهاز المخابرات التابع لسلطة حركة فتح في الضفة الغربية، بعد أن سجن سياسياً لانتمائه إلى حركة حماس.

## النشأة والتعليم
ولد مجد البرغوثي في 22/7/1964 بقرية كوبر الواقعة على مسافة 13 كيلومتراً شمال غرب رام الله. وكانت أسرته فقيرة الحال، وكان والده يعمل في بيروت في أعمال البلاط ثم انتقل إلى عمان عام 1966 ليعمل في المهنة ذاتها.
ثم في شهر حزيران بعد حرب عام 1967 نزحت أسرته من الضفة الغربية إلى الأردن. وفي شهر آب 1967 عادت إلى مسقط رأسها في قرية كوبر ضمن برنامج لجنة الصليب الأحمر الدولية لإعادة النازحين. وافتتح والده بقالة متواضعة مشاركة مع بعض الأقارب.
تلقى مجد دراسته الابتدائية في قرية كوبر، وأتم الإعدادية والثانوية في مدرسة الأمير حسن في بيرزيت حيث أنهى مرحلة الدراسة الثانوية عام1982.
ثم التحق بمركز تدريب المعلمين التابع لوكالة الغوث في مدنية رام الله متخصصاً في الثقافة الإسلامية واللغة العربية عام 1983 وتخرّج عام 1985، وهناك بدأ نشاطه الديني السياسي متأثرا بفكر الإخوان المسلمين.
عمل بعد التخرج مؤذّنا لمسجد قرية كوبر وكان يقوم مقام الإمام عند تغيّبه، ثم تمّ تعيينه إماماً عام 1991 لذلك المسجد، وأخذ أهل القرية يلقبونه (الشيخ).

## في السجون الإسرائيلية
أحد الأسرى السابقين لدى الاحتلال الإسرائيلي، حيث اعتقل عدة مرات كان آخرها بتاريخ 31/3/2002 وقضى شهوراً متنقلاً في سجون الاحتلال، وفي ذلك الاعتقال وجهت له أجهزة الأمن الإسرائيلية عدة تهم منها اتصال بخلايا عسكرية وتجنيد مجاهدين لهذه الخلايا والتدريب على السلاح، وغيره من التهم التي كانت قد تؤدي إلى عقوبة المؤبد وخصوصا في فترة الانتفاضة والنشاط القوي لخلايا حماس في تلك الفترة، ولكن لما عرف عنه من رباطة جأش في التحقيق وصلابة شهد له فيها العدو قبل الصديق لم يتمكن العدو من إلحاقه بالمعتقلين أسرى المؤبدات في سجون الاحتلال وقد أطلق سراحه بعد عامين ونصف، لعدم ثبوت التهم عليه، فهو لم يعترف بالتهم الموجهه إليه من قبل نيابة الاحتلال.

## في سجون السلطة (حركة فتح)
اعتقله جهاز المخابرات التابع للسلطة الفلسطينية وحركة فتح من أمام مسجد كوبر، بعد خروجه من الصلاة وأمام أعين المصلين، والتهمة كانت حيازته لقطعة سلاح، وعلاقته بمجاهدين من أبناء حماس عملوا خلال فترة الانتفاضة الثانية وعضوية خلايا عسكرية لحماس، وبتهمة السعي لتشكيل قوة تنفيذية في قريته «كوبر»، وأمور أخرى وكل هذه التهم كان قد وجهت للشهيد سابقا وقبيل اعتقاله في سجون المخابرات الصهيونية في العام 2003.

### تحت التعذيب
تعرض لأيامٍ طويلة من الضرب الشديد والشبح المتواصل وجولات التحقيق معه، وبعد كل جلسة استجواب كان ينقل إلى الشبح، طوال الليل وأحيانا في النهار، ولا يتوقف إلا عند الصلاة أو تناول الطعام، علما أنه اعتقل وهو صائم، وقام جهاز المخابرات بنقله بعد خمسة أيام على اعتقاله بنقله لمستشفى خالد الجراحي حيث كان يعاني من آلام شديدة في البطن ولم يسمح له بالبقاء في المشفى بل أعيد مباشرة للتحقيق والشبح، وبقي الحال على ما هو حتى مساء يوم الخميس أي قبل يوم واحد من استشهاده.
ويكون الشبح بربط اليدين من الخلف ثم شد الحبل بأعلى «النافذة» ويستمر الرفع حتى يصبح جسد المعتقل معلقا بين السماء والأرض وأطراف أصابعه تلامس الأرض.
ومساء يوم الخميس تم عرضه على زملائه وهو في حالة يرثى لها، وحاول المحققون أن يستغلوا حالته الصحية السيئة وعدم قدرته على الإجابة لمساومة زملائه المعتقلين، إلا أنه شرح لزملائه -وهو في حالة صعبة- أنهم يكذبون عليهم وأنه لم يعترف عليهم بشيء، مما أغضب المحققين فأعادوا شبحه مرة أخرى طوال ليل الخميس حتى فجر يوم الجمعة، حيث تم إنزال الشهيد عن الشباك المشبوح عليه، ووضعه على لحاف لينام عليه بعد ليلة طويلة ومعاناة كبيرة وأنين من الشهيد طوال الليل.

## استشهاده
قتل أو «استشهد» في مقر المخابرات الفلسطينية، بعد اعتقال دام 9 أيام فقط، حيث ظل مشبوحاً أثناء تعذيبه، ومات وهو داخل مقر المخابرات فيما يقارب الساعة الثانية ظهرا بعد صلاة الجمعة، وقد هرعت كوادر جهاز المخابرات بعد استشهاده مصطحبة جثته إلى مستشفى خالد الجراحي ليحاولوا التكتم على جريمتهم وإظهار أن الشهيد قد توفي في المشفى وليس داخل المقر وقد ظهر مقطع فيديو مسرب من داخل المشفى أظهر كذب وزور روايتهم وكان تاريخ الشهادة يوم الجمعة 22 فبراير 2008م الموافق 17/2/1429 هـ.

### قمع الجنازة
منعت قوات الأمن -التابعة لسلطة فتح- الجنازة وسط مدينة رام الله لتشييع جنازة البرغوثي، واعتقلت عدداً من أنصار حركة المقاومة الإسلامية (حماس) المشاركين.
وحظرت تلك القوات على الصحفيين تصوير جنازة مجد البرغوثي وصادرت كاميرات لبعض الصحفيين والمصورين. وانطلق المتظاهرون من مستشفى المدينة بعد أن تسلم ذوو المتوفى جثمانه.
واتجهت المسيرة نحو ميدان المنارة إلا أن أعدادا كبيرة من رجال الشرطة منعتهم من الوصول إليه. ومنعت ذوي البرغوثي وأبناء قريته ومئات المواطنين من مناطق مختلفة من الخروج في تشييعه قبل نقله إلى قريته كوبر شمال مدينة رام الله.
ولم يُسمح سوى لسيارتي إسعاف وعدد محدود من السيارات الشخصية لا تتجاوز الخمس والتي أقلت أفرادا من عائلة مجد البرغوثي بالسير في موكب نقله إلى قريته.

### ردود افعال
اعتبر الدكتور صلاح البردويل، في مؤتمر صحفي عقده بغزة وقال: (جريمة بشعة نفذها رجالات الطيراوي قائد الوكالة الأمنية الصهيونية في رام الله، راح ضحيتها الشهيد البطل الشيخ المجاهد مجد البرغوثي (42 عاماً) من قادة «حماس» ومن أبناء قرية كوبر قضاء رام الله وإمام مسجد البلدة على مدى 22 عاماً وذلك بعد اعتقال دام 9 أيام فقط، حيث ظل مشبوحاً).
و بين أن (كافة أنواع الشبح والتعذيب والضرب والتجويع مورست بحق البرغوثي، حيث خرجت روحه الطاهرة وهو مشبوح معلق في السقف من يديه المقيدتين من الخلف، مفندا مزاعم المخابرات التي قالت أن سبب الوفاة هو تضخم في عضلة القلب، الأمر الذي كذبه أهل الشهيد بشدة، بتأكيدهم أن ابنهم الشهيد كان معافى من مثل هذه الأمراض قبل اعتقاله).
حزب التحرير يدين مقتل مجد البرغوثي.
و الرئيس محمود عباس يأمر بفتح تحقيق في وفاة مجد البرغوثي.
وقال حسن خريشة النائب الثاني لرئيس المجلس التشريعي «شكلنا لجنة تقصي حقائق ستلتقي مسؤولين من الجهاز (المخابرات العامة) والمستشفى والنيابة العامة والطبيب الشرعي وأهل المتوفي وأشخاصا أفرج عنهم بعد اعتقالهم مع البرغوثي».
وتضم اللجنة إضافة إلى خريشة كلا من حنان عشراوي، ومصطفى البرغوثي من المبادرة الوطنية، وبسام الصالحي من حزب الشعب، وقيس أبو ليلي من كتلة البديل، وخالدة جرار من الجبهة الشعبية لتحرير فلسطين.
وخلت اللجنة من أعضاء من كتلتي حماس وفتح.

## تقرير لجنة التحقيق أثبت التعذيب
بعد تحقيق مستفيض قامت به الهيئة الفلسطينية المستقلة لحقوق الإنسان ولجنة تحقيق برلمانية مستقلة، ورفعت تقريرها للرئيس الفلسطيني محمود عباس خلص التقرير بتحميل جهاز المخابرات التابع للسلطة الفلسطينية التابعة لفتح، كامل المسؤولية عن وفاة مجد البرغوثي، وهو رهن الاعتقال.